# ROKS Yi Dong-nyeong
Le ROKS Yi Dong-nyeong (SS-086) est un sous-marin de la marine de la république de Corée, le troisième navire de la classe Dosan Ahn Changho (KSS-III), et le dernier du lot 1.

## Conception
La classe Dosan Ahn Changho intègre le système de lancement vertical coréen. Chacun de ces navires pourra transporter jusqu’à dix missiles de croisière d’attaque terrestre de conception indigène « Chonryong » et des missiles balistiques lancés par sous-marin (SLBM) « Hyunmoo ». Ils deviennent ainsi les premiers sous-marins de la marine sud-coréenne à avoir ce type de capacité. Ils auront également de nombreuses autres améliorations par rapport à leurs prédécesseurs, et seront construits avec une plus grande proportion de technologies sud-coréennes, en particulier dans les derniers lots, qui comprendront des batteries lithium-ion Samsung SDI,. Conçus pour un déplacement de plus de 3 800 tonnes en immersion (chiffre vérifié lors d’essais en mer) ce sont les plus grands sous-marins conventionnels jamais construits par la Corée du Sud. Les navires du lot 2 auront un déplacement encore augmenté d’environ 450 tonnes pour atteindre 4 250 tonnes en immersion, selon l’Administration du programme d’acquisition de la défense.

## Carrière
La Corée du sud avait confié la construction des deux premiers sous-marins océaniques du type KSS III, les ROKS Dosan Ahn Changho et Ahn Mu, au chantier naval Daewoo Shipbuilding & Marine Engineering (DSME) d’Okpo, sur l’île de Geoje. Mais la réalisation du troisième sous-marin de ce type, le Yi Dong-nyeong, a été confiée à un autre constructeur coréen, Hyundai Heavy Industries (HHI). Le Yi Dong-nyeong sera le troisième et dernier sous-marin du lot 1, avant le passage au lot 2, qui sera également constitué de trois unités. Les navires du lot 2 devraient être un peu plus grands et bénéficier de nombreuses améliorations technologiques en matière de propulsion et de système de combat. Le nombre de leurs lanceurs verticaux passera à dix, contre seulement six pour le lot 1. La classe sera achevée par un lot 3 également formé de trois autres sous-marins, ce qui portera leur nombre total à neuf bâtiments construits d’ici la fin de la décennie 2020.
Le ROKS Yi Dong-nyeong portera le pennant number SS-086. Hyundai Heavy Industries a commencé sa construction en avril 2019 à son chantier naval de Ulsan, avec une livraison prévue d’ici la fin de l’année 2023.
Comme ses deux prédécesseurs, les ROKS Dosan Ahn Changho et Ahn Mu, le Yi Dong-nyeong est baptisé en l’honneur d’un militant de l’indépendance coréenne durant l’occupation japonaise de la Corée. Yi Dongnyeong, également orthographié Yi Dong-nyung (1869-1940), en coréen : 이동녕, a servi à cinq reprises comme président du gouvernement provisoire de la république de Corée, en exil pendant la colonisation japonaise. Il a exercé les mandats de quatrième (en 1926), septième (de 1927 à 1930), huitième (de 1930 à 1933), dixième (de 1935 à 1939), et onzième (de 1939 à 1940) Président.